# لین دیویس
لین دیویس (انگلیسی: Lynn Davies؛ زادهٔ ۲۰ مهٔ ۱۹۴۲) ورزشکار پرش طول اهل بریتانیا است.